# Metavonones
Metavonones is een geslacht van hooiwagens uit de familie Cosmetidae.
De wetenschappelijke naam Metavonones is voor het eerst geldig gepubliceerd door F.O.Pickard-Cambridge in 1904. 

## Soorten
Metavonones omvat de volgende 3 soorten:
- Metavonones bisignatus
- Metavonones glaber
- Metavonones hispidus